# کنجی کوساکا
کنجی کوساکا (۱۹۳۹ – ۱۶ مارس ۲۰۲۳) یک روانپزشک ژاپنی بود که به دلیل تحقیقات پیشگام خود در مورد زوال عقل با اجسام لویی (DLB) شناخته می‌شد. او اولین کسی بود که بر اساس کالبدشکافی مغز این بیماری را توصیف و بعد از حدود ۲۰ مورد کالبدشکافی اصطلاح زوال عقل با اجسام لویی را برای آن پیشنهاد کرد.

## دوران زندگی
کوساکا در سال ۱۹۳۹ در ایسه، میه به دنیا آمد و دکترای پزشکی خود را در سال ۱۹۶۵ از دانشگاه کانازاوا گرفت. او در سال ۱۹۹۱ به عنوان استاد روانپزشکی در دانشکده پزشکی دانشگاه یوکوهاما منصوب و در سال ۱۹۹۵ مدیر مرکز پزشکی دانشگاه یوکوهاما سیتی شد. او از سال ۲۰۱۱ مدیر کلینیک مراقبت‌های پزشکی در یوکوهاما بود.
کوساکا همچنین در سال ۲۰۱۳ جایزه آساهی را برای کشف دمانس با اجسام لویی دریافت کرد.

## فعالیت
کنجی کوساکا در سال ۱۹۷۶، برای اولین بار مفهوم زوال عقل با اجسام لویی را توصیف کرد و چهار سال بعد برای اولین بار، پس از ۲۰ مورد کالبد شکافی، اصطلاح بیماری اجسام لویی را پیشنهاد کرد. کوساکا و همکارانش سی و چهار بیمار دیگر را تا سال ۱۹۸۴ و در بررسی یکسان، چهار مورد دیگر در بریتانیا توسط گیب و همکاران کالبدشکافی و تحلیل شدند. سه سال بعد مجله نورولوژیِ برین، توجه جهان غرب را به بررسی‌های این گروه ژاپنی جلب کرد و سبب شد سال ۱۹۸۸، بورکهارت و همکارانش اولین توصیف کلی از بیماری‌های مشتق شده از اجسام لویی را منتشر کنند.
واژه «زوال عقل با اجسام لویی» در اولین کنسرسیوم بین‌المللی بیماری‌ها، که در سال ۱۹۹۵ برگزار شد، پیشنهاد و در حال حاضر پذیرفته شده‌است.